# 季刊NW-SF
『季刊NW-SF』（きかんエヌダブリュエスエフ）は、1970年7月から1982年12月にかけてNW-SF社から出版された日本の雑誌。全18号。発行人は作家で評論家の山野浩一。
1960年代にイギリスで起きていたニュー・ウェーブSF運動に共鳴した山野が創刊したニュー・ウェーブSF、スペキュレイティブ・フィクションの専門誌。編集長は創刊当初は山野が、1973年より翻訳家で評論家の山田和子が務めた。

## 掲載作品一覧

### 第1号
1970年7月1日
NW-SF宣言 （山野浩一）
夢遊者の宇宙旅行 （種村季弘）
内宇宙への道はどれか? （J・G・バラード）
大麻ゴッコするもの、よっといで （相倉久人）
風太郎の魔界 （平岡正明）
アイ・アイ （河野典生）
怪人二十面相の墓 （嵐山光三郎）
オム （鏡明）
消えた男のための狂詩曲 （山口隆昭）
書評「異星の客」ほか （山野浩一）
　編集発行人　山野浩一　佐藤昇　飯島和男　定価200円

### 第2号
1970年11月1日「スペキュレイティヴ・フィクションを求めて」
サイエンス? フィクション? － その意味を問う 1 （ジュディス・メリル）
就眠儀式 （須永朝彦）
地球は出血する （伊東守男）
レヴォリューション No.2 （山野浩一）
収束された時間に、都会で （松下正己）
午后の碑文 （清水欣也）
紙宇宙船の騎士たち （B・W・オールディス）
近代理性の解体 ＋ SF考 （田中隆一）
書評 （山野浩一）
　編集発行人　山野浩一　佐藤昇　定価200円

### 第3号
1971年3月15日「特集　J・G・バラード」
残虐行為展覧会 （J・G・バラード）
インタビュー : J・G・バラード
バラードはどこへ行くか （川又千秋）
J・G・バラード作品論 （山野浩一）
受難＜パッション＞ （塚本邦雄）
薔薇色の月 （須永朝彦）
座頭一羽田に着き韃靼人と悪企み行動にうつすこと （平岡正明）
深沢オヤブンの魔法のトックリ （嵐山光三郎）
天使街 1 （清水欣也）
共産主義的SF論 1 （大久保そりや）
サイエンス? フィクション? － その意味を問う 2 （ジュディス・メリル）
スペキュレイティブ・フィルム （松下正己）
　編集発行人　山野浩一　佐藤昇　定価250円

### 第4号
1971年8月15日「特集　内宇宙の迷宮」
ドリーム・ランド （石川喬司）
ヘイ・フレドリック （山野浩一）
マリー・アントワネットの天気予報 （佐藤昇）
電気蟻 （フィリップ・K・ディック）
旅行者の休息 （デイヴィッド・I・マッスン）
天使街 2 （清水欣也）
バローズとギンズバーグのSF的世界 （田中隆一）
宝瓶宮の天体音楽 （田中隆一）
共産主義的SF論 2 （大久保そりや）
サイエンス? フィクション? － その意味を問う 3 （ジュディス・メリル）
　発行人　山野浩一　　編集人　佐藤昇　山田和子　定価250円

### 第5号
1972年1月15日
鏡のなかへの旅 （中井英夫）
死亡した宇宙飛行士 （J・G・バラード）
題しらず （伊東守男）
ケルヴィン卿への二通のテレパシー的書簡 （アルフレッド・ジャリ）
蝋燭の焔 （諏訪優）
舌 （川又千秋）
象牙の門へ疾く行かん （トマス・M・ディッシュ）
天使街 3 （清水欣也）
サイエンス? フィクション? － その意味を問う 4＜完結＞ （ジュディス・メリル）
遊侠山野浩一外伝 （大和田始）
タイガーバウムで真空パック （佐藤昇）
共産主義的SF論 3 （大久保そりや）
　発行人　山野浩一　　編集人　山田和子　佐藤昇　定価300円

### 第6号
1972年9月10日「再特集　J・G・バラード」
死の大学 （J・G・バラード）
無意識の到来 （J・G・バラード）
対談　新しいSF （J・G・バラード / ジョージ・マクベス）
暗殺楽器 （長谷邦夫）
サムワンとゲリラ 上 （山野浩一）
天使街　終回 （清水欣也）
共産主義的SF論 4 （大久保そりや）
ピットインでヤマシタ・トリオをディグしていると妙な話が浮かんできた （河野典生）
水の音 － 棒になったある男の夜（諏訪優）
二つの奈落についてのC、あるいは （土方潤一）
魚 （川又千秋）
エルフェウスの果てで （かわもと・さぶろう）
考証・重蓮上人 （半村良）
　発行人　山野浩一　　編集人　山田和子　佐藤昇　定価300円

### 第7号
1973年5月10日「初紹介英米ポーランド三人集」
窓 （土方潤一）
北への錯綜 （夜久則彦）
円盤基地 （福士康子）
時は乱れて 1 （P・K・ディック）
森の彼方の地 （須永朝彦）
環章 （半村良）
サムワンとゲリラ 下 （山野浩一）
共産主義的SF論 5 （大久保そりや）
ポストアトミック （M・バターウォース）
死者とともに （エド・ブライアント）
強姦された二つの展望のその一 （M・オブチュロヴィッチ）
　発行人　山野浩一　　編集人　山田和子　佐藤昇　定価350円

### 第8号
1973年11月1日「特集　いかに終わるか」
小説世界の小説 1 （山野浩一）
風にさらばを告げよ （J・G・バラード）
街からネコが消えた日 （諏訪優）
密室 （J・スラデック）
夜の公園 （山田和子）
吊された男 （E・ブライアント）
ポグスミス物語 （B・W・オールディス）
あそことここと （清水欣也）
共産主義的SF論 6 （大久保そりや）
時は乱れて 2 （P・K・ディック）
　発行人　山野浩一　　編集人　山田和子　定価350円

### 第9号
1974年9月1日「特集　SFクリティク」
サイエンス・フィクションにおけるロボット （スタニスワフ・レム）
サルヴァドル・ダリ 偏執狂の如く無垢なる者 （J・G・バラード）
透視　あるいは物質界への射影幾何学　上 （田中隆一）
小説世界の小説2　ユートピアの敗北（H・G・ウェルズ論） （山野浩一）
共産主義的SF論 7 （大久保そりや）
天使 （須永朝彦）
胸の中の短絡 （イドリス・シーブライト）
風飛沫 （静井門人）
時は乱れて 3 （フィリップ・K・ディック）
街の冒険者 1 （佐野美津男）
　発行人　山野浩一　　編集人　山田和子　定価400円

### 第10号
1975年4月1日「創刊5周年記念号」
真夜中のニュース （黒井千次）
書評「加納信高」 （半村良）
猿と大日如来と蒸気機関車 （中村宏）
穴のなかの冒険 （石川喬司）
流れガラス （サミュエル・R・ディレーニ）
レンズの眼 （ラングドン・ジョーンズ）
透視　あるいは物質界への射影幾何学　下 （田中隆一）
小説世界の小説3　A・C・クラークとB・W・オールディス （山野浩一）
共産主義的SF論 8 （大久保そりや）
テクノロジイの精神病理学 （J・G・バラード / ＜聞き手＞国領昭彦）
技術に呪縛された風景の裡で （国領昭彦）
ヴァギナを使え （J・G・バラード）
火山は踊る （J・G・バラード）
時は乱れて 4 （フィリップ・K・ディック）
街の冒険者 2 （佐野美津男）
　発行人　山野浩一　　編集人　山田和子　定価450円

### 第11号
1976年1月1日
あなた、だあれ? （諏訪優）
火星のフォックスホール （フリッツ・ライバー）
危険信号機 （トマス・M・ディッシュ）
一から十まで （マレク・オブチュロヴィッチ）
消えたレオナルド （J・G・バラード）
褐色人とサド　幻の絵本のこと （河野典生）
霧の中の人々 （山野浩一）
パトロール （スタニスワフ・レム）
予言について （種村季弘）
共産主義的SF論 9 （大久保そりや）
時は乱れて 5 （フィリップ・K・ディック）
街の冒険者 3 （佐野美津男）
　発行人　山野浩一　　編集人　山田和子　定価500円

### 第12号
1976年8月20日
わが”宇宙文学論”（三木卓）
フィリップ・K・ディック 俗物に囲まれた幻視者 （スタニスワフ・レム）
「魔法入門」「オカルト入門」をめぐって （田中隆一）
時間・空間・人間　NW-SW討論　1 （山田和子・国領昭彦・大和田始・新戸正明）
小説世界の小説4　ディストピアの思想性 （山野浩一）
共産主義的SF論 10 （大久保そりや）
時は乱れて 6 （フィリップ・K・ディック）
街の冒険者 4 （佐野美津男）
スーパー・マーケット・セイゴオ　第一階「まず目玉商品売場から」 （松岡正剛）
神の館 （キイス・ロバーツ）
星のオルフェ （須永朝彦）
オフィスでの会合 （ジャイルズ・ゴードン）
頭の中の機械 （アンナ・カヴァン）
真因 （イドリス・シーブライト）
ステッペン・ウルフ （川本三郎）
深層珊瑚の囚人 （J・G・バラード）
　発行人　山野浩一　　編集人　山田和子　大和田始　定価550円

### 第13号
1977年10月1日
かくて世界は破滅を免れた （スタニスワフ・レム）
トルルの機械 （スタニスワフ・レム）
みごとな青あざ （スタニスワフ・レム）
アサイラム・ピース 1、アサイラム・ピース 2、アサイラム・ピース 3、アサイラム・ピース 4 （アンナ・カヴァン）
夜に （アンナ・カヴァン）
時は乱れて 7 （フィリップ・K・ディック）
街の冒険者 5 （佐野美津男）
フリーランド （山野浩一）
鐘は高らかに （トマス・M・ディッシュ）
コンクリートの島 1 （J・G・バラード）
時間・空間・人間　NW-SW討論　2 （新戸正明・大和田始・国領昭彦・山田和子）
共産主義的SF論 11 （大久保そりや）
スーパー・マーケット・セイゴオ　第二階 （松岡正剛）
　発行人　山野浩一　　編集人　山田和子　大和田始　定価650円

### 第14号
1978年8月1日
時は乱れて 最終回 （フィリップ・K・ディック）
コンクリートの島 2 （J・G・バラード）
災厄の船 （バーリントン・J・ベイリー）
渇いた神 （イドリス・シーブライト）
到達した数字 （トマス・M・ディッシュ）
アンダーグラウンド・パラダイス （川本三郎）
腐れ女 （伊東守男）
スーパー・マーケット・セイゴオ　第三階 （松岡正剛）
小説世界の小説5　アンチユートピアの形而上学 （山野浩一）
共産主義的SF論 12 （大久保そりや）
時間・空間・人間　NW-SW討論　3 （大和田始・国領昭彦・志賀隆夫・新戸正明・山田和子・山野浩一）
街の冒険者 6 （佐野美津男）
　発行人　山野浩一　　編集人　山田和子　大和田始　定価700円

### 第15号
1980年2月1日「日本・海外新鋭創作特集」
累累 （小川項）
囚われの時間 （永田弘太郎）
街の島 （関口佐英）
ヘビー級 （デイヴィッド・ルイス）
心臓地帯の孤独 （ウイリアム・F・ウー）
超低速時間移行機 （イアン・ワトスン）
キャンプ収容 1 （トマス・M・ディッシュ）
なるようになっただけ （伊東守男）
スーパー・マーケット・セイゴオ　第四階 （松岡正剛）
共産主義的SF論 13 （大久保そりや）
街の冒険者 7 （佐野美津男）
コンクリートの島　最終回 （J・G・バラード）
　発行人　山野浩一　　編集人　山田和子　定価800円

### 第16号
1980年9月1日「女性SF特集」
双翅目 （山田弘美）
ある旅立 （ジョアンナ・ラス）
敗者には何もやるな （グラニア・デイヴィス）
鳥の棲まない町 （福士康子）
いまだ“既視”ならず （ジョセフィヌ・サクストン）
座談会　女は自ら女を語る （サーニ・エフロン／ 山田弘美／山田和子）
女性SF作家名鑑 － 楽しい女大百科
性は必要か? （アーシュラ・K・ル=グイン）
傾向分析試論
土人形 （山野浩一）
娼婦たち （クリストファー・プリースト）
キャンプ収容　2 （トマス・M・ディッシュ）
小説世界の小説6　パラ・ユートピアの成立性 （山野浩一）
共産主義的SF論 14 （大久保そりや）
　発行人　山野浩一　　編集人　山田和子　山田弘美　定価850円

### 第17号
1981年7月1日「対談　三枝和子／山野浩一」
対談　小説空間をめぐって （三枝和子・山野浩一）
A　Holler for Desk （河野典生）
火の河 （ヴォンダ・N・マッキンタイア）
おかしな配属 （ソニア・ドーマン）
蝕の時 （ブライアン・W・オールディス）
我と彼と彼女 （山野浩一）
ペペ・ル・望都 （野阿梓）
漫画家ベスト10 ＜アンケート＞
ウォーム・サンフランシスカン・ナイト （山田和子）
スーパー・マーケット・セイゴオ　第五階 （松岡正剛）
共産主義的SF論 15 （大久保そりや）
街の冒険者 8 （佐野美津男）
キャンプ収容 3 （トマス・M・ディッシュ）
　発行人　山野浩一　　編集人　山田和子　田原孝司　定価950円

### 第18号
1982年12月10日「特集　ケイト・ウイルヘルム」
サマセット・ドリーム （ケイト・ウイルヘルム）
惑星物語 （ケイト・ウイルヘルム）
バグリイ夫人、火星へ行く （ケイト・ウイルヘルム）
スペキュラティヴ・フィクションのいま （ケイト・ウイルヘルム／デーモン・ナイト／サーニ・エフロン／山田和子）
女の言葉 ＜ウイルヘルム論覚え書＞ （山田和子）
小説世界の小説 7　現実としての未来世界　－　ハインラインとウイルヘルム （山野浩一）
月齢 （山尾悠子）
『暗号学左派』作業ノート （荒俣宏）
共産主義的SF論 16 （大久保そりや）
街の冒険者 9 （佐野美津男）
キャンプ収容　最終回 （トマス・M・ディッシュ）
　発行人　山野浩一　　編集人　山田和子　村岡恭子　定価950円